# Саркомер

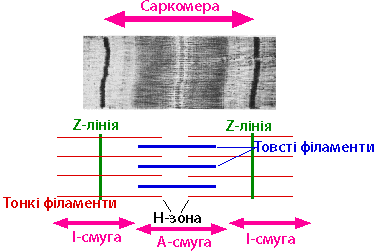
Будова саркомери

Саркомер (від грец. σαρκο- — м'якоть, плоть; μέρος —частина) — основна одиниця міофібрил поперечно-посмугованих м'язів. Саркомери є білковими комплексами, що складаються з трьох типів філаментарних систем.
- Товсті філаменти складаються з молекул міозину, що з'єднують M-лінію і Z-диск за допомогою білка тітіну. Також товсті філаменти містять білок C, що зв'язує молекули міозину на одному кінці і молекули актину на іншому.
- Тонкі філаменти складаються з молекул актину, зв'язаних разом молекулами білка небуліну. Також містять білок тропоміозин, димери якого обвивають F-актинове ядро тонкого філаменту.
- Небулін і тітін надають стабільність структурі саркомери.

М'язові клітини (міоцити) є довгими багатоядерними клітинами, які, наприклад, у м'язах біцепсів, містять близько 100 тис. саркомер. Міофібріли гладких м'язів мають іншу структуру та не містять саркомер.